# Puncturella asturiana
Puncturella asturiana är en snäckart som först beskrevs av P. Fischer 1882.  Puncturella asturiana ingår i släktet Puncturella och familjen nyckelhålssnäckor. Inga underarter finns listade i Catalogue of Life.